# Meziříčko (Třebíč)
Meziříčko è un comune della Repubblica Ceca facente parte del distretto di Třebíč, nella regione di Vysočina.